# DIDS
4,4'-ジイソチオシアノ-2,2'-スチルベンジスルホン酸（4,4'-Diisothiocyano-2,2'-stilbenedisulfonic acid, DIDS）は、その構造から明らかなようにイソチオシアネートに分類される化合物の1種である。通常、DIDSと略す。

## 利用
DIDSは細胞に対して陰イオン交換阻害剤として作用する。このため、細胞を使った研究を行う際、細胞への薬物処置に用いられることがある。例えば、塩化物イオン-炭酸水素イオン輸送体（バンド3）のようなアンチポートに用いられる。DIDSはバンド3の外側から結合し同様の阻害剤であるDEPCは内側から結合するが、DIDSが結合したときDEPCは結合せずその逆も成り立つ。

## その他の性質
DIDSは、その名の通り、部分構造としてベンゼンスルホン酸を持っており、ここのスルホ基は水溶液中などで電離して負に帯電する。したがって、このスルホ基は陽イオンと塩を形成することもできる。この他、DIDSのイソチオシアネート基は、pH9から10において、第1級アミンと反応することが知られている。